# アリよさらば
『アリよさらば』は、TBS系列の「金曜21時枠」で1994年4月15日から7月1日に放送されたテレビドラマ。

## 番組制作の経緯・出演者について
連続ドラマ主演を渋っている矢沢永吉に対して、プロデューサーの遠藤環が「矢沢さん！何が怖いんですか？」と煽ったことで、「何にも怖くないよ！じゃあやってやるよ」と返事が来て話が決まった。木内みどりや泉ピン子らは、ギャラはタダでいいので矢沢と共演させてほしいと懇願して、出演が決まった。最終話では矢沢のファンである徳光和夫が写真店の店主役でゲスト出演した。本作に出演した生徒から、後に第一線で活躍する役者が多く輩出された。

## キャスト
私立愛陽高校教員
- 安部良太：矢沢永吉
- 山中仙一：長塚京三
- 伊東伸二：美木良介
- 雨宮光彦：岡本信人
- 持田俊樹：湯江健幸
- 深沢ひろえ：田中広子
- 花岡春子：木内みどり
- 花岡治：松村達雄

愛陽高校3年C組生徒
- 木村文雄：井ノ原快彦
- 榊原愛：小沢真珠
- 関根健二：加藤晴彦
- 尾形一郎：木村直雄樹
- 園田春野：小島聖
- 小杉護：長瀬智也
- 矢島玲子：西野妙子
- 津田とみ江：吉田亜紀
- 古沢雅美：春原由紀
- 松野友子：古川りか
- 瀬川ゆかり：堀江奈々
- 中島順一：松岡昌宏
- 遊谷和人：村上淳
- 野村肇：岡田義徳
- 倉田進：中村竜
- 安川浩一：遠藤雅
- 江本未鈴：林美穂
- 西園めぐみ：前田つばさ
- 横川美由紀：岬風右子
- 根本美樹：神田ひまわり
- 斉藤喜美子：愛賀あいり
- 国広道子：小川恵子
- 笠井正文：関根信行
- 五十川健：早瀬裕一
- 田淵俊一：宗方一心
- 下田大気
- 小野隆

## スタッフ
- 企画・原案：秋元康
- 企画：佐藤光夫
- 脚本：斎藤ヒロミ、鈴木貴子、友澤晃
- 音楽：矢沢永吉
- 主題歌：矢沢永吉「アリよさらば」
- エンディングテーマ：矢沢永吉「いつの日か」
- プロデュース：遠藤環
- 演出：遠藤環、金子与志一、森山享

## 放送日程
| 話数   | 放送日        | サブタイトル     | 脚本                | 演出       | 視聴率 |
| ------ | ------------- | ---------------- | ------------------- | ---------- | ------ |
| 第1話  | 1994年4月15日 | 初登校           | 斎藤ヒロミ          | 遠藤環     |        |
| 第2話  | 1994年4月22日 | 女子高生わからん | 鈴木貴子            | 遠藤環     |        |
| 第3話  | 1994年4月29日 | 涙のゲームセット | 友澤晃              | 遠藤環     |        |
| 第4話  | 1994年5月06日 | バイトが何なんだ | 鈴木貴子 斎藤ヒロミ | 金子与志一 |        |
| 第5話  | 1994年5月13日 | 生徒の妊娠①      | 鈴木貴子            | 遠藤環     |        |
| 第6話  | 1994年5月20日 | 生徒の妊娠②      | 鈴木貴子            | 遠藤環     |        |
| 第7話  | 1994年5月27日 | イジメの結末①    | 友澤晃              | 遠藤環     |        |
| 第8話  | 1994年6月03日 | イジメの結末②    | 友澤晃              | 遠藤環     |        |
| 第9話  | 1994年6月10日 | 先生への追試     | 友澤晃              | 森山享     |        |
| 第10話 | 1994年6月17日 | 大学へ行く目的   | 鈴木貴子            | 森山享     |        |
| 第11話 | 1994年6月24日 | サイアクの学園祭 | 鈴木貴子            | 金子与志一 |        |
| 最終話 | 1994年7月01日 | 感動の別れの涙   | 友澤晃              | 遠藤環     |        |

## 逸話
- 本作の撮影時、矢沢の控え室に何を置けばいいのかわからなかったADが「矢沢さん、何か希望はありますか？」と尋ねた際、ドラマ撮影初心者の矢沢は「何でもいいよ」と答えた。それに対してADから「それじゃあ私がクビになります！お願いですから何か言って下さい」とせがまれ、「う～～ん……じゃあ冷蔵庫に水とチョコレートでも入れといて」と気軽に言った。この話が後々「矢沢は控え室に○○の水とナントカのチョコレートがないと機嫌が悪い」とテレビ局の噂話になった。
- 2012年に日本テレビ系で放送された『Music Lovers』に矢沢が出演した際、司会の赤坂泰彦とのトーク企画でこのドラマの話題になったとき、矢沢は「あれ（本作）やってよかったよね。やって自分がいかに才能が無いかがよくわかったよ。『サンキュー!TBS』ですよ」と自虐気味に語った。

## 受賞歴
- 第1回ザテレビジョンドラマアカデミー賞
  - 新人俳優賞（矢沢永吉）[1]